# Dalian International Trade Center
O Dalian International Trade Center é um arranha-céu localizado em Dalian, China, e cuja construção começou em 2003; no entanto, atualmente está suspensa. Se completo, seu teto terá uma altura de 370 metros de altura e 86 andares. Foi desenhado pela firma Dalian Architectural Design & Research Institute.